# Ferdinand von Natzmer
Theodor Wilhelm Ferdinand von Natzmer (né le 26 mai 1815 à Düsseldorf et mort le 20 juin 1868 à Neisse) est un général de division prussien.

## Biographie

### Origine
Ferdinand est le fils du lieutenant-colonel prussien Felix Ferdinand von Natzmer (1780-1815) et de son épouse Wilhelmine Henriette, née von Arentschildt (1793-1867), fille du général de division russe Wilhelm von Arentschildt (de). Son oncle Oldwig von Natzmer est un général d'infanterie prussien.

### Carrière militaire
Natzmer étudie à la maison des cadets de Berlin et est affecté le 7 août 1832 au 1er régiment à pied de la Garde à pied de l'armée prussienne en tant qu drapeau portepee. Il est promu sous-lieutenant à la mi-décembre 1831, est adjudant au 2e bataillon et est entre-temps agrégé au régiment en tant que premier-lieutenant et incorporé le 17 novembre 1846. En 1848, il participe aux combats de rue à Berlin. Il devient capitaine et commandant de compagnie le 19 janvier 1850. Promu major le 9 juillet 1857, il arrive en même temps à Neuhaldensleben en tant que commandant du 3e bataillon du 26e régiment d'infanterie de Landwehr. Le 18 janvier 1859, il devient commandant du bataillon de fusiliers du 28e régiment d'infanterie. Il est promu lieutenant-colonel le 18 octobre 1861 et, en tant que tel, Natzmer participe à la guerre contre le Danemark en 1864. Après la guerre, il est promu colonel le 28 novembre 1864 par brevet du 25 juin 1864 et nommé commandant du 50e régiment d'infanterie. À ce poste, il participe en 1866 à la guerre contre l'Autriche à la bataille de Sadowa et reçoit l'ordre de l'Aigle rouge de 3e classe avec épées. Sous position à la suite, il est nommé commandant de la 24e brigade d'infanterie le 5 novembre 1867 et promu major général le 22 mars 1868. Natzmer décède le 20 juin 1868 à Neisse.
En 1847, son commandant le juge comme suit : "Allie à un caractère solide une conduite décente. En ce qui concerne le service, il est utile, zélé et très vif et confirme son utilité dans la conduite des affaires d'adjudant qui lui sont confiées".

### Famille
Natzmer se marie le 6 juin 1841 à Potsdam avec Marie von Dresky (1824–1847). De ce mariage est issu le futur lieutenant-général prussien Oldwig von Natzmer (de) (1842-1899), qui a épousé Helene von Natzmer (1846-1935) en 1871.
Après la mort de sa première femme, Natzmer se marie le 2 novembre 1848 à Potsdam avec Georgine Christiani (1821-1886),  avec qui il a les enfants suivants :
- Marianne (née et morte en 1849)
- Friedrich (1850–1870), tué à Saint-Privat
- Gneomar (né en 1852), lieutenant-colonel prussien, seigneur de Trebendorf, depuis 1911 Cchevalier d'honneur de l'Ordre de Saint-Jean marié en 1880 avec Thérèse von Ohlendorf (né en 1862)
- Wanda (née en 1855)
- Wilhelm (1857-1900), major prussien et commandant adjoint de la Troupe de protection de l'Afrique orientale
- Agnès (née en 1859)